# Łosie (powiat nowosądecki)
Łosie (j. łemkowski Лосє) – wieś w Polsce położona w województwie małopolskim, w powiecie nowosądeckim, w gminie Łabowa. We wsi znajduje się dawna drewniana cerkiew greckokatolicka z 1826 roku – obecnie kościół rzymskokatolicki.
Łosie w nazwie wsi to przymiotnik w liczbie pojedynczej. Nazwa ta odmienia się podobnie jak Zakopane – z końcówką -em w narzędniku i miejscowniku. Przymiotnikiem utworzonym od nazwy wsi jest wyraz łosieński.
W latach 1975–1998 miejscowość należała administracyjnie do województwa nowosądeckiego.

## Demografia
Ludność według spisów powszechnych, w 2009 wg PESEL.
| Rok    | 1900 | 1921 | 1931 | 2002 |
| Liczba | 43   | 44   | 45   | 31   |

| Zwierzęta | Konie | Bydło | Owce | Świnie |
| Liczba    | 22    | 237   | 245  | 41     |

## Galeria

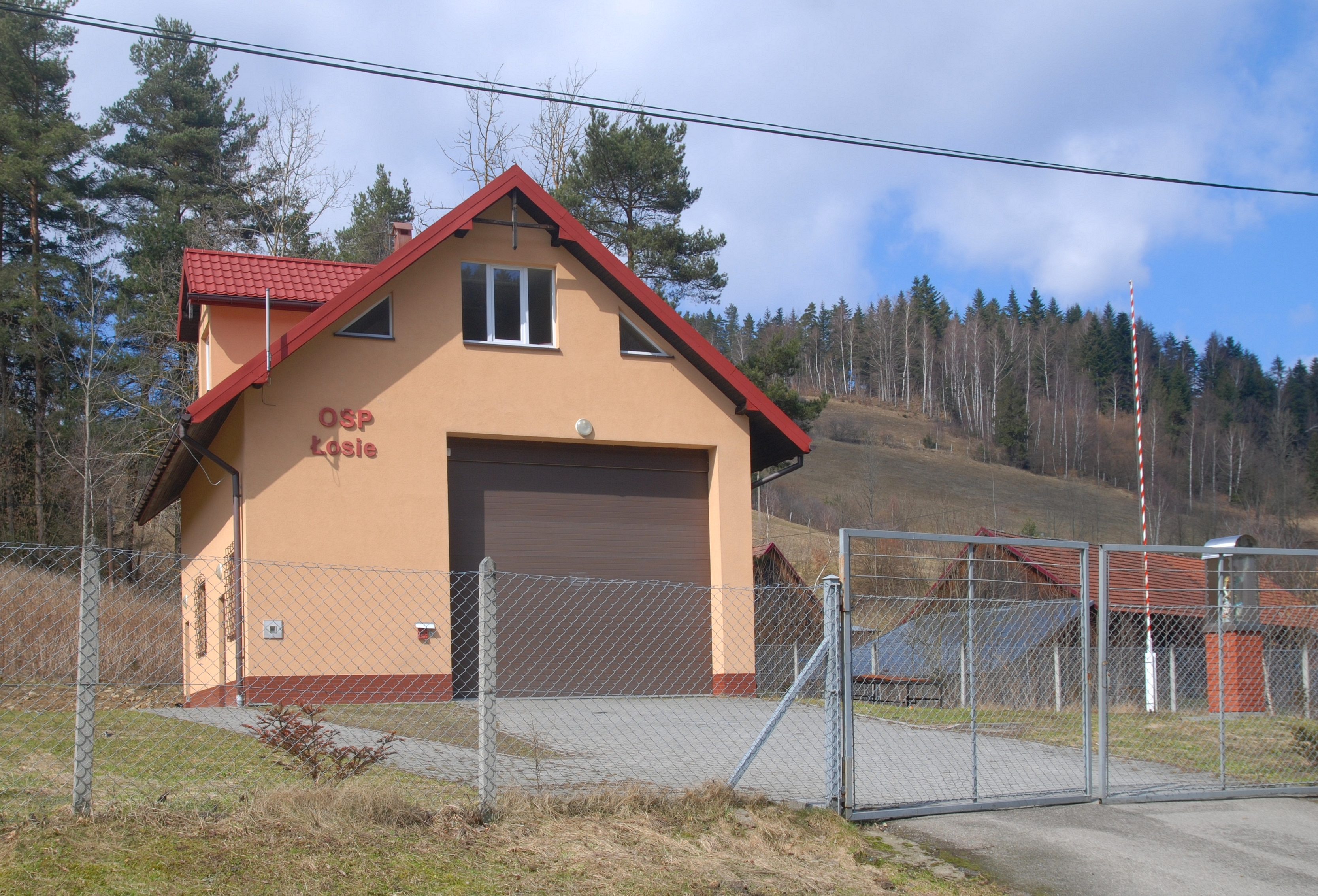
Budynek straży
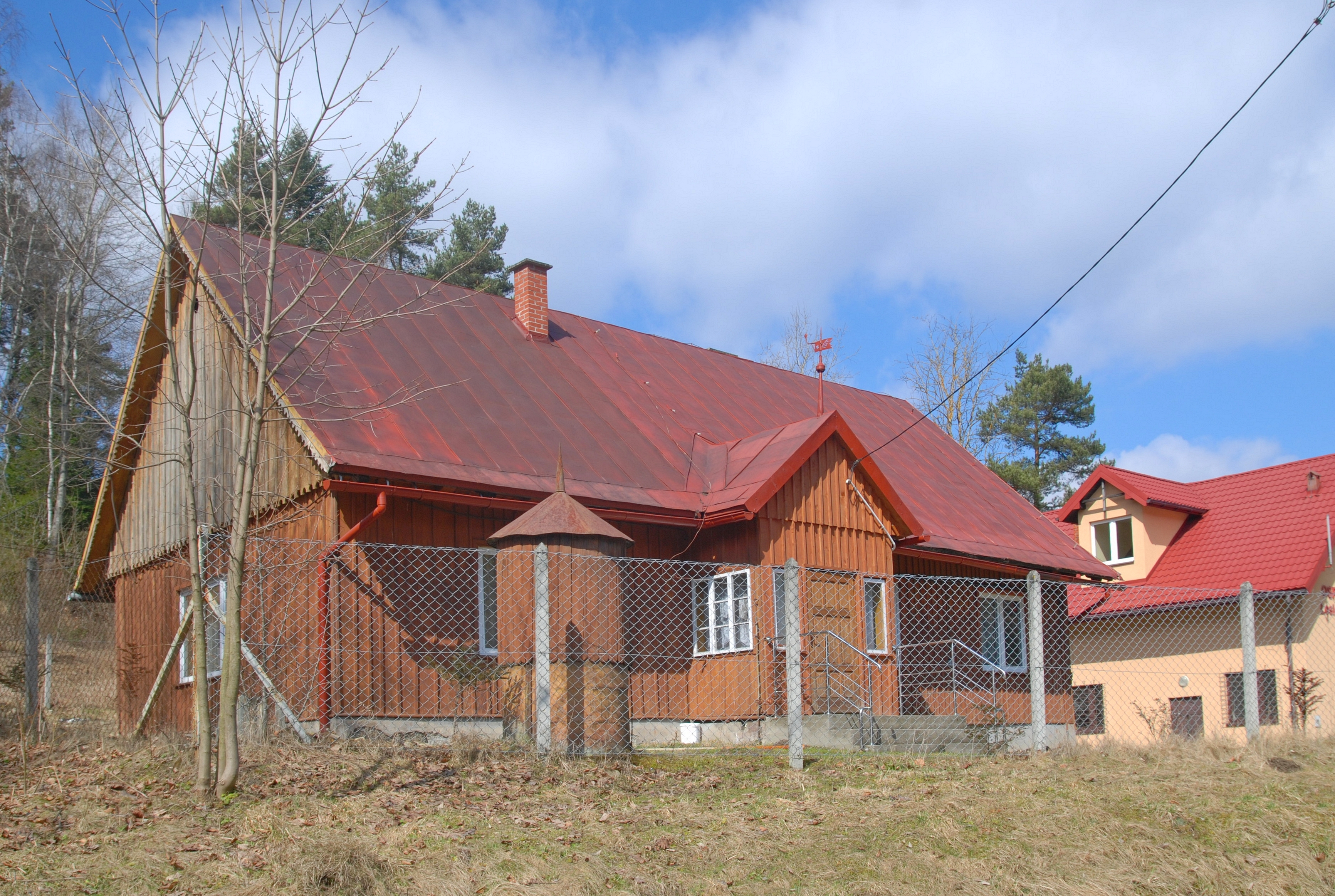
Dawna zabudowa
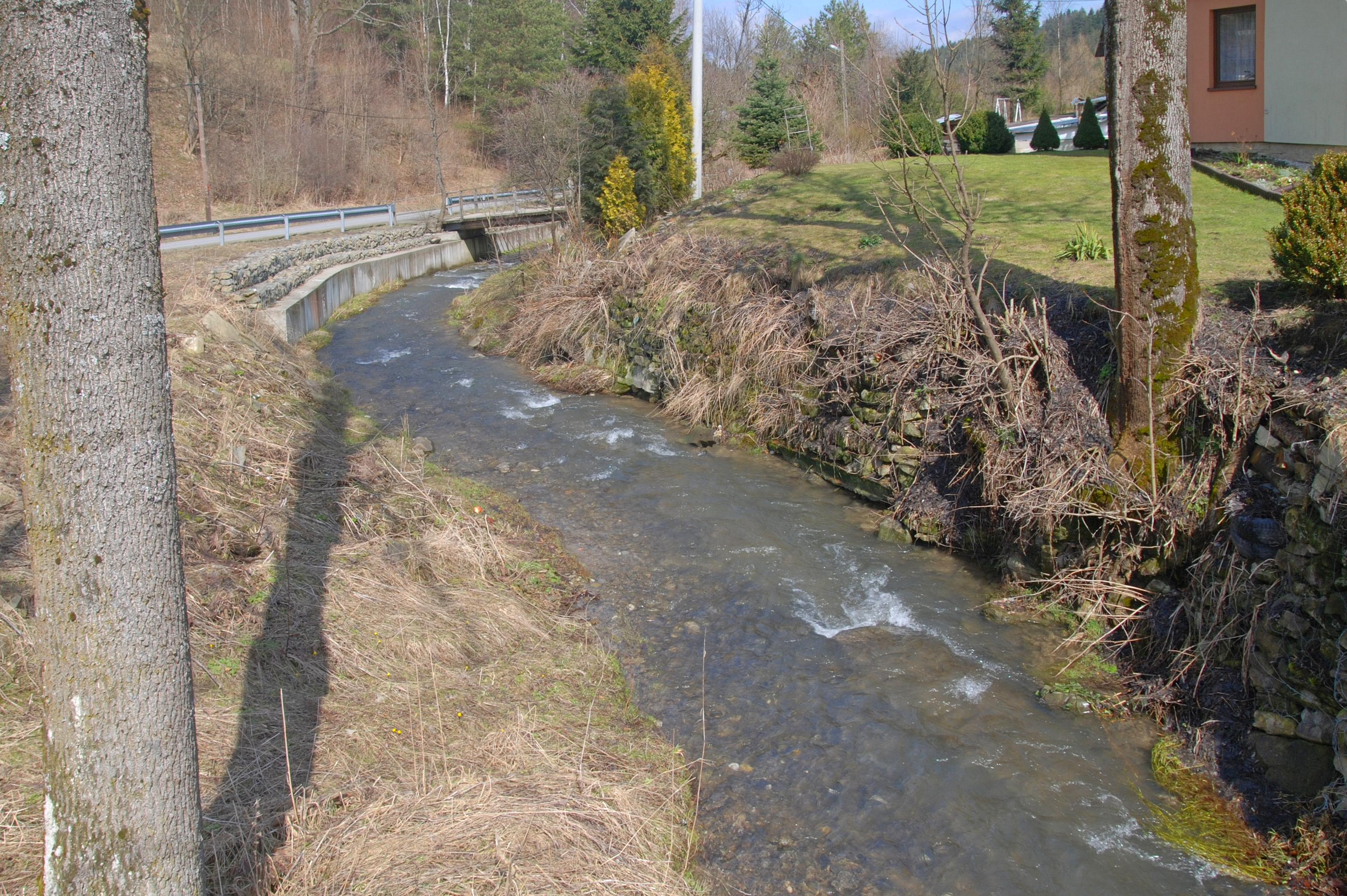
Łosiański Potok w Łosiem

## Zabytki
Obiekt wpisany do rejestru zabytków nieruchomych województwa małopolskiego.
- Cerkiew, obecnie kościół pw. św. Michała Archanioła z otoczeniem i drzewostanem.

## Ochotnicza straż pożarna
Ochotnicza Straż Pożarna w Łosiem działa od 1954 roku i posiada samochód bojowy Magirus Deutz. 